# Famille de Grimoüard
Pour les articles homonymes, voir Grimoard.
La famille de Grimoüard est une famille subsistante de la noblesse française.
Elle compte parmi ses membres Nicolas Henri de Grimouard (1743-1794), officier de Marine.

## Histoire
La prétention de cette famille d'être issue de la famille Grimoard du Gévaudan qui a donné à l’Église catholique romaine le pape Urbain V est infondée.

## Personnalités
- Nicolas Henri de Grimouard (1738 ou 1743-1794), officier de marine
- Henri-Julien de Grimoüard de Saint-Laurent (1814-1885), historien de l'art et écrivain

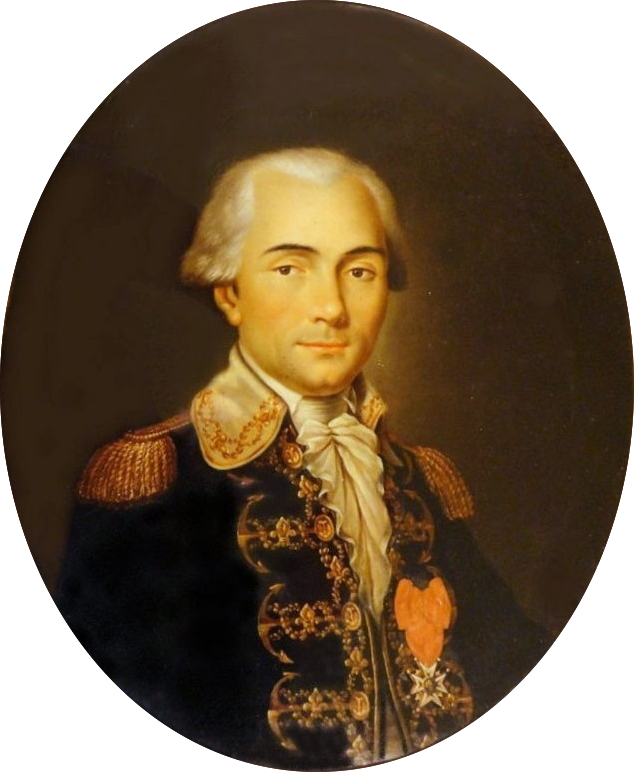
Nicolas Henri de Grimoüard

## Filiation
- Geoffrey de Grimouard (1589-1649) X (1618) Jeanne Dupont de Beaulieu
  - Jacques de Grimouard, sgr du Péré X (1650) Justine Mothais de La Chenulière
    - Jacques Joseph de Grimouard X (1688) Charlotte Guichard d'Orfeuille
      - Jacques Geoffrey de Grimouard (1697-?) X Anne Camus de La Besvrie
        - Jacques Claude de Grimouard X (1775) Marie Claudine Aubert du Petit-Thouars (1754-1781)
          - Emmanuel de Grimouard (1777-1847) X (1798) Marie Roullin de Boisseuil
            - Thècle de Grimouard X (1827) Luc des Collards des Hommes
            - Jacques Eugène de Grimouard (1801-1861) X (1831) Thérèse Savary (1804-?)
              - Marie de Grimouard (1832-?) X (1856) Alfred de Talhouët, marquis de Taloüet-Boishorand (1826-1891)

          - Achille de Grimouard (1778-?) X (1810) Marie Coutocheau
          - Achille de Grimouard X Marie Louise de Saint-Hilaire
          - Pierre Armand de Grimouard (1781-1840) X (1800) Marie de Baudry d'Asson (1782-1877)
            - Georges de Grimouard (1806 - 1850) X (1844) Coralie Barré-Chabans (1819-?)
              - Raoul Jacques de Grimouard (1845-1918) X (1869) Marie Roullet de La Bouillerie (1848-1908), dont postérité subsistante

            - Henriette de Grimouard (1808-?) X (1831) Charles Palustre de Virsay (1807-1979)
            - Emmanuel de Grimouard (1811-1876) X (1844) Eulalie de Goullard d'Arsay (1816-1881)

  - Jacques de Grimouard, sgr du Péré X (1659) Marie de Sainte-Marthe (1642-?)
    - Henri de Grimouard, sgr de Vagne (1666-1745) X (1706) Marie Gabrielle Le Géant
    - Henri de Grimouard X (1724) Claudette Martin
      - Henri de Grimouard (1724-1794) X (1751) Barbe Robert
        - Philippe de Grimouard (1753-1815) X (1793) Jeanne de Tardieu de Maleissye (1774-?)
        - Philippe de Grimouard X  Marie Mahé de La Bourdonnais (1777-1866)

  - Jean de Grimouard, sgr de Villefort (?-1694) X (1654) Stéphanie Picard
    - François-Gabriel de Grimouard, sgr de La Loge (1661-1710) X (1700) Marie Gourde
      - Henri-Marie de Grimouard, comte de Grimouard de La Loge (1702-1777) X (1739) Marie Louise d'Espinose
        - Henri-Marie de Grimouard, sgr de La Loge (1740-?) X (1775) Marie-Antoinette Aubert du Petit-Thouars (1674-1770)
          - Henri de Grimouard, comte de Saint Laurent de Grimouard X Coricie Dubois de La Verronnière (?-1834)
            - Henri-Julien de Grimouard de Saint-Laurent (1814-1885) X (1842) Marie Louise de La Haye-Montbault (1815-1885)
            - Caroline de Grimouard de Saint-Laurent (1819-1911) X (1846) Auguste de Cornulier, comte de Cornulier (1812-1886)

      - Pierre-Marthe de Grimouard, sgr de La Loge X (1735) Marie Villedon de Gournay
        - Louis de Grimouard, sgr de Vigneau (1738-?) X (1776) Lucie-Alexandrine-Claudine Desmé du Buisson
          - Lucie de Grimouard X (1800) Daniel Fortuné de Chasteigner

        - Nicolas Henri de Grimouard, comte de Grimouard (1743-1794) X (1779) Julie de Turpin de Jouhé (1760-1785)
          - Julie de Grimouard (1785-1853) X (1800) Louis de Hillerin de Mouillebert (1779-1802)

## Armes et titres
La famille de Grimoüard porte : D'argent fretté de gueules, au franc-canton d'azur.
- Comte de Grimouard
- Vicomte de Grimouard

- Seigneur du Péré, de Vagne, de Villefort, de La Loge, de Vigneau.

## Alliances
Les principales alliances de la famille de Grimoüard sont : Dupont de Beaulieu (1618), Mothais de La Chenulière (1650), Picard (1654), de Sainte-Marthe (1659), Guichard d'Orfeuille (1688), Gourde (1700), Le Géant (1706), Martin (1724), de Villedon de Gournay (1735), Robert (1751), d'Espinose (1739), Aubert du Petit-Thouars (1775), Desmé du Buisson (1776), de Turpin de Jouhé (1779), de Cugnac (1785), de Tardieu de Maleissye (1793), Roullin de Boisseuil (1798), de Chasteignes (1800), de Hillerin de Mouillebert (1800), de Baudry d'Asson (1800), Coutocheau (1810), des Collards des Hommes (1827), Savary (1831), Palustre de Virsay (1831), de La Haye-Montbault (1842), de Goulard d'Arsay (1844), Barré de Chabans (1844), de Cornulier de La Lande (1846), de Talhouët (1856), Roullet de La Bouillerie (1869), Desmiers de Chenon (1870)…

## Pour approfondir